# Vesna Gorše
Vesna Gorše (Skoplje, 1961.), hrvatska književnica i glazbenica. 
Znanstvenofantastične priče objavljivala je od ranih 1980-ih u Siriusu, Alefu (Novi Sad), Tamnom vilajetu (Beograd) i Futuri. Šest svojih najboljih priča, koje čine tematski ciklus o ESP moćima, okupila je u knjizi Dar (2003). Njezino pisanje primjer je "mekog SF-a" i na tragu SF autorica poput Ursule Le Guin.
Gorše je poznatija kao glazbenica i skladateljica. Glazbom se bavi od 1984., a nastupa od 1986. godine. Bila je članica sastava Tao (1984. – 85.), Gorše-Franolić-Ugrinović Trio (1986. – 94.) i Earthbeats (1997. – 99.). S velikom sklonošću prema improvizaciji, na saksofonu razvija poseban stil otvoren utjecajima jazza, rocka, bluesa i world glazbe. Najčešće je radila u skladateljsko-izvođačkom tandemu s Draženom Franolićem, izvođačem na arapskoj lutnji (oud), stvarajući glazbu s jakim orijentalnim primjesama. Snimila je CD-e Asgard Live, Wonderland, Just A Music, Earthbeats, Dune i Sesame Live.